# Medgyes építészeti emlékei

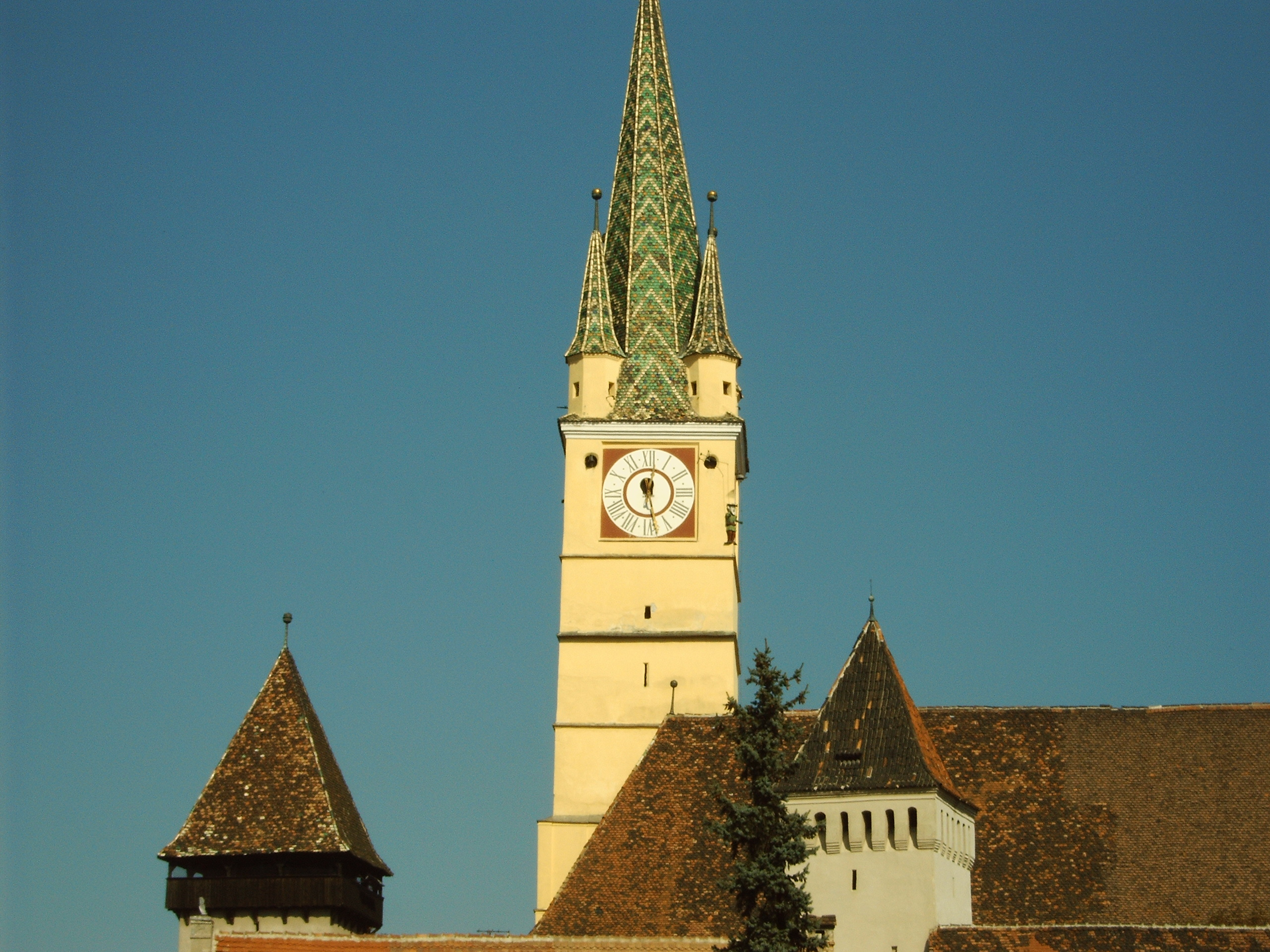
Az evangélikus templom

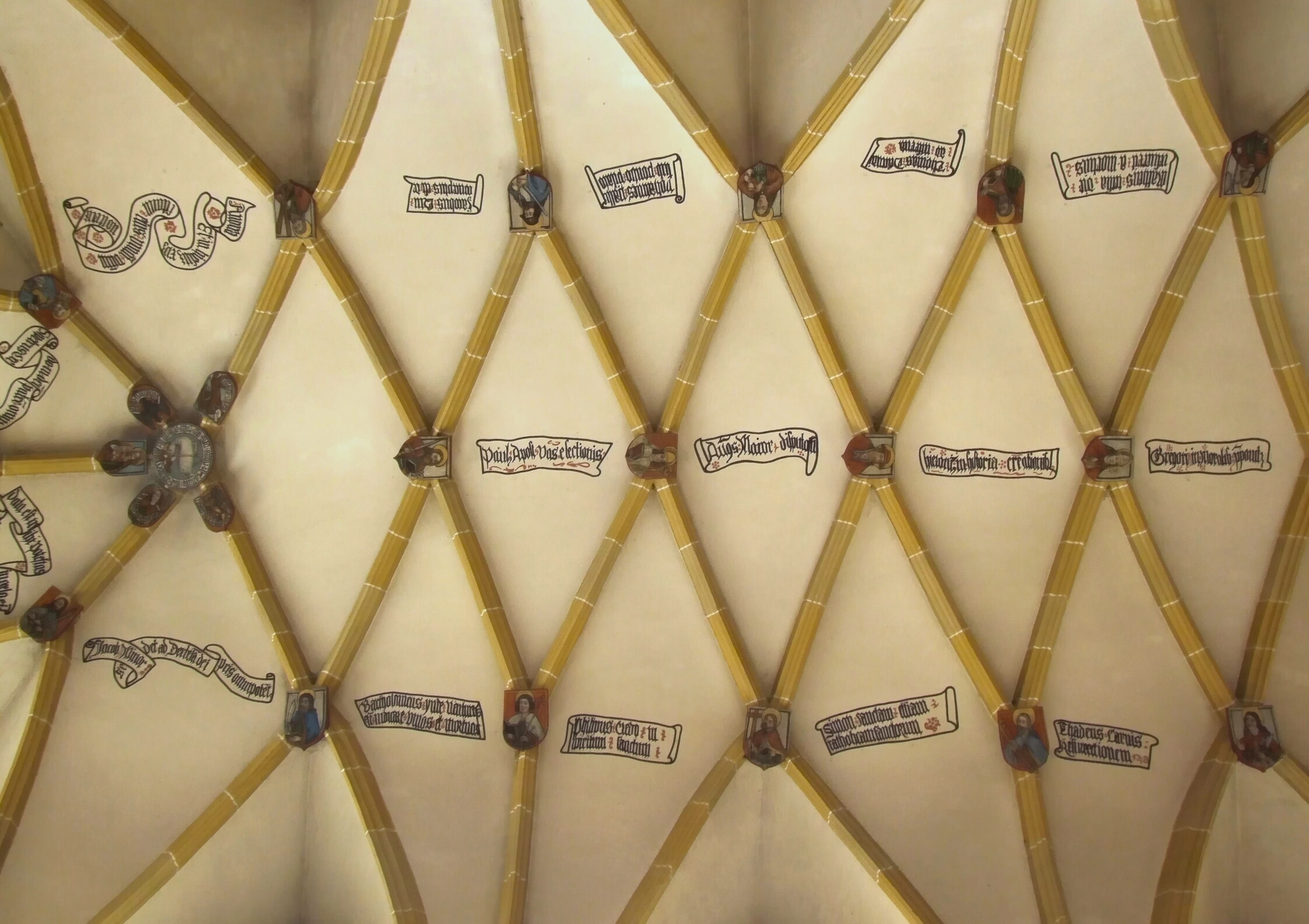

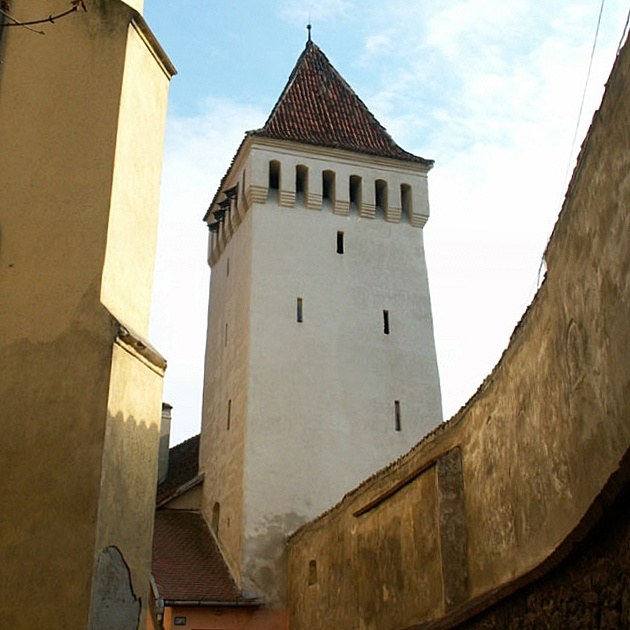
A Schneiderturm

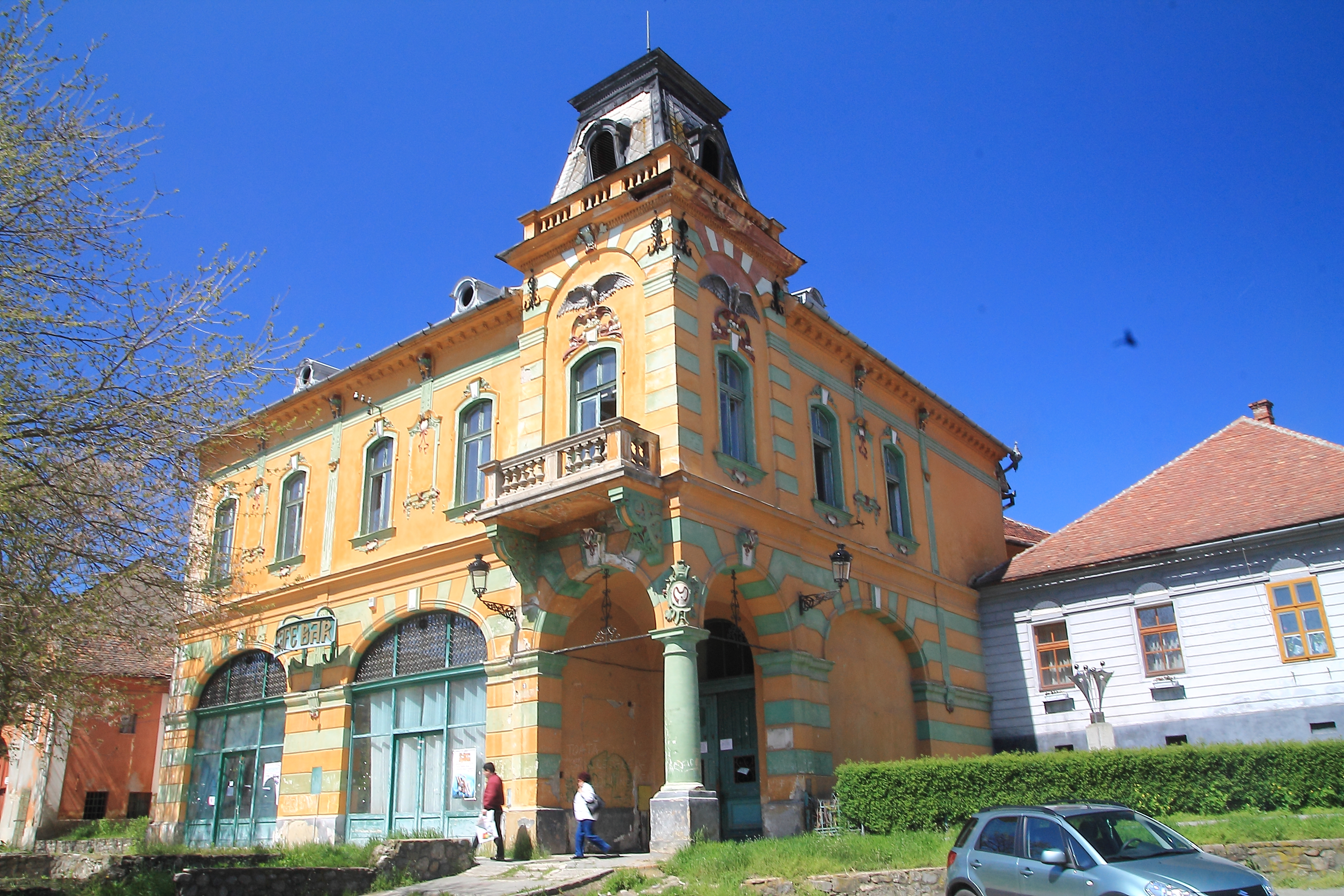

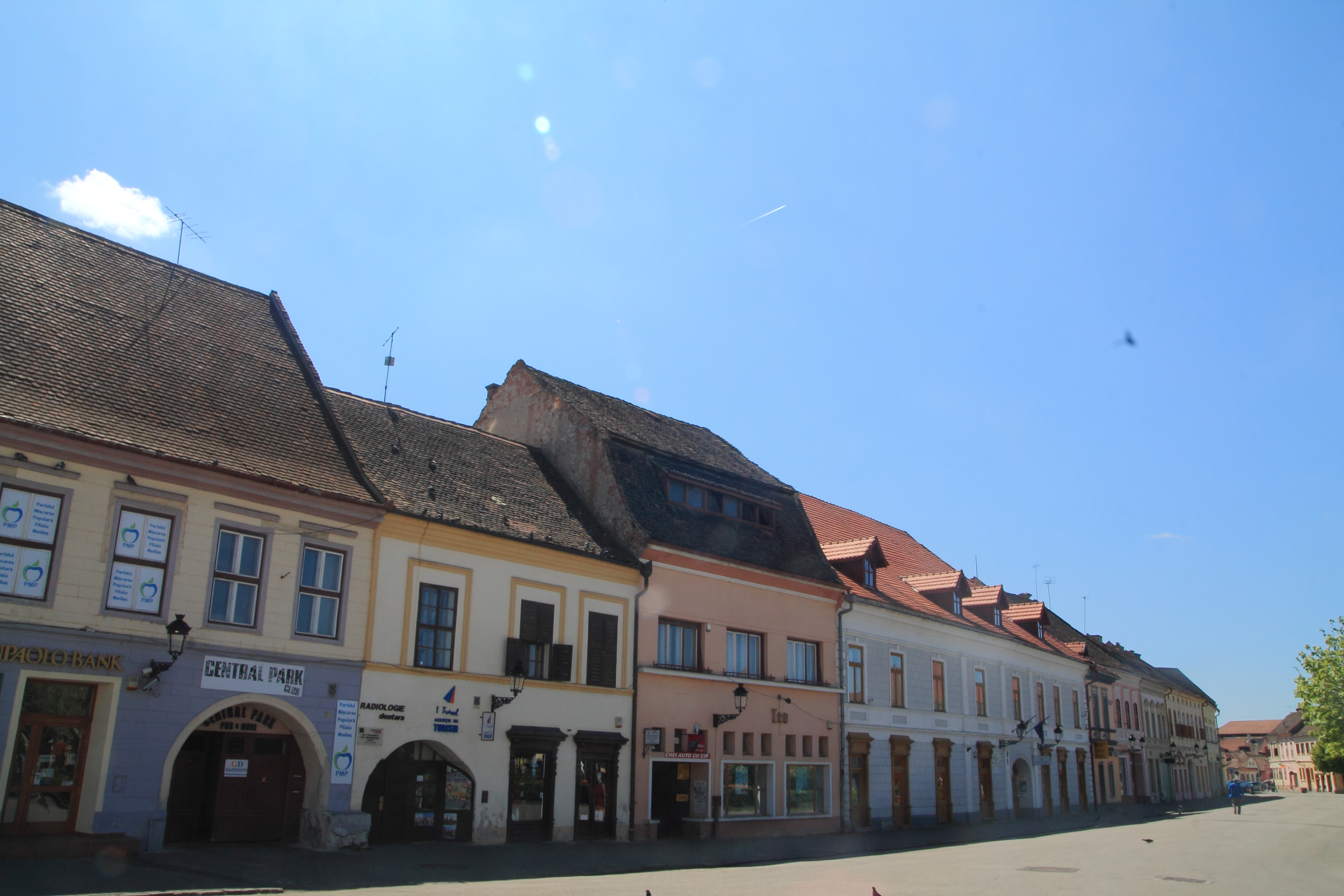

Medgyes építészeti emlékei – a műemlékként nyilvántartott vagy más okból nevezetes épületek – többnyire a város várfalakkal körülvett régi központjában vagy e városmag közvetlen szomszédságában helyezkednek el.

## A történeti városmag
1786-ig, II. József „koncivilitási rendeleté”-ig csak szászok lakhattak falai között. Kazinczy Ferenc malíciózusan így írt a városról 1816-ban: „...szép csalódásom hamar eltűnt, midőn a kapun bemenve, ezt a minden szabad királyi városok miniatürjét végigpillantám.”

### A belsővár (Kastély)
A csekély magaslaton épült belsővár, amelyet kastélynak is neveznek, tulajdonképpen a templom erődje. Az öt toronnyal védett falgyűrű a 15. század első felében már biztosan készen állt. 1450-ben említették először várnagyát. 1980-re készültek el felújításával. A városban a Schuller-házon és a ferences templomon kívül itt találunk gótikus építészeti elemeket.
- Az evangélikus templom (az egykori Szent Margit-plébániatemplom) Románia egyik legjelentősebb gótikus építménye. Az 1970-es években folytatott ásatások feltárták alatta az első Medgyes, a 12. századi, valószínűleg székely lakosságú falu temetőjét. Az első templom a 13. század végén épült. Ezt az 1330-as–40-es években meghosszabbították. Ehhez a 37×11,5 méteres teremtemplomhoz aztán észak felé mellékhajót építettek úgy, hogy a régi északi oldalfalak helyén négy pillért emeltek. A templomnak ebben az időben, több évtizeden keresztül hiányzott a boltozata. A falakat 1420 körül kifestették. 1437-ben újabb jelentős munkálatokba fogtak. Felépítették az új kórust, északon a sekrestyét és a déli mellékhajót. Valószínűleg ekkor építették a mainál lényegesebb alacsonyabb első tornyot is. A mellékhajók csúcsíves hálóboltozata 15. század közepi, a főhajóé és a kórusé század végi. A templom csarnoktemplom jellegű, tehát a két mellékhajó a főhajóval azonos magasságú. A boltozatot a hajókban, a bordák találkozásánál Mátyás, a Báthori-család, Nagyszeben és Medgyes címere, a kórusban a zászlót tartó Bárány, Mária a kisdeddel és az evangélisták jelképei díszítik. A déli homlokzat flamboyant stílusú ablakai szintén 15. század végiek. 1500 körül készült a sekrestye csillagboltozata. A sekrestyében – II. Ulászló monogramja mellett – ószláv nyelvű feliratot tártak fel, amely mögött csehországi kapcsolatot sejtenek. Az 1420 körül festett freskók, egy a nemzetközi gótika hatása alatt dolgozó mester művei 100 m² felületen maradtak meg. Témáik: a hitetlen Tamás, Assisi Szent Ferenc, a királyok imádása, a pásztorok üdvözlete, Szent Lajos a hitetlenek előtt, Bertalan apostol, Alexandriai Szent Katalin, Szent Borbála (az északi mellékhajóban), bunkósbottal agyonvert szent, Szent Miklós, Mannahullás, a tízezer vértanú, Jessze-fa és Krisztus szenvedéstörténetének jelenetei (a főhajóban). A Keresztvitel alatt egy korábbi, az 1380-as évekből származó Királyok imádása rejlik. A kórus külső, északkeleti falán is találtak egy freskótöredéket. Szárnyas oltárának táblaképeit a bécsi Schottenstift iskolájához tartozó festő készítette az 1480-as években. A nyolc festmény Krisztus szenvedéstörténetét ábrázolja. Az oltárszekrény oldalának domborműve a 18. századból való, a Keresztrefeszítést ábrázolja Szűz Máriával és János evangélistával. Bronz keresztelő medencéje Romániában a legrégibb, a 14. század végén öntötték. Gazdagon díszített szószékkoronáját 1679-ben a nagyszebeni Sigismund Möss fafaragó és Paul Demosch festő készítette. Orgonája eredetileg 1678-ból, Johannes Vest szebeni műhelyéből származik, de 1732-ben G. Wachsmann berethalmi mester kibővítette. A templomban rendszeresen tartanak orgonahangversenyeket. A kórus falába a felújításkor nyolc síremléket helyeztek el. Ezek közül az egyik Christian Schesaeusé, mellette Barbara Theilesius szarkofágja a jeles Elias Nicolai műve. A templom tornya a város szimbóluma. 1550–51-ben magasították meg mai, 68,5 méteres méretére, és négy fiatornyot építettek hozzá annak jelzésére, hogy a város pallosjoggal bír. A toronyban, a város legmagasabb pontján kémlelte a láthatárt a város trombitása, innen kapta a Tramiterturm (Trombitástorony) nevet. A torony híresen ferde. Egyre vészjóslóbban dőlt észak felé, de 1927-ben betonozással sikerült ferdeségét a függőlegeshez képest 232 centiméterben rögzíteni.[3] A templomban tartott szász küldöttgyűlés 1919. január 8-án állást foglalt a szászok lakta területek Romániához csatolása mellett.
- A nyugati oldalon álló Glockenturm (Harangok tornya) kaputorony hatszintes, felül faerkéllyel. Az alsó két emeletre kőlépcsőn, feljebb falépcsőn lehet feljutni. Legkorábbi harangját 1449-ben öntötték. A 15. századi tornyon 1695-ben és 1796-ban módosítottak.[4]
- Az északnyugati Schulturm (Iskolatorony) eredetileg négyemeletes volt. 1713-ban belefoglalták az iskolába, majd 1888-ban az újonnan magasított iskola tetősíkjáig visszabontották.
- Az északi, hétszintes Seilerturm (Kötélgyártók tornya) a Speckturm ('Szalonna-torony') névre is hallgat. A kötelesek után a szíjgyártók védték. Az 1850-es évek óta itt őrizték az evangélikus egyházközség és a gimnázium könyvtárát. A toronyhoz kívülről támaszkodó, 15. századi alapokon 1713-ban épült egykori lelkészlakban született 1796-ban Stephan Ludwig Roth.[5]
- A sisakszerkezet nélküli, bástyaszerű Mária-torony (Marienturm) felső részét 1500 után módosították. Alatta pince található. Egykor kápolnaként használt földszintjének freskói a Levétel a Keresztről, a boltozaton az Isten Báránya témáját ábrázolják, az evangélisták szimbólumával. Az első emeleten a keresztrefeszítés részletei láthatók. A freskókat 2005-ben restaurálták.[6]
- A déli oldalon álló, ötszintes Schneiderturm (Szabók tornya) kőből és téglából épült, felső szintjén szuroköntővel. 1583-ban részben beépítették a régi városházába.[7]
- A régi városháza Báthory István adományából 1583-ban épült. Ma iskola és óvoda működik benne. Kétszintes pincéjét egykor börtönként használták. 1856-ban a templomudvar felé előcsarnokkal toldották meg. Mellette, egy korábbi kerek bástya helyén, klasszicista kapuzat mögé 1803-ban a börtönbe vezető lépcsőt vágtak.
- Az evangélikus parókia a Marienturmhoz csatlakozik. Eredetileg a 15 századból való. Emeletét a 16. században építették, ekkoriak ajtó- és ablakkeretei is. 1793-ban újjáépítették. Egyik ajtaja fölött 1515-ös évszámot olvashatunk.

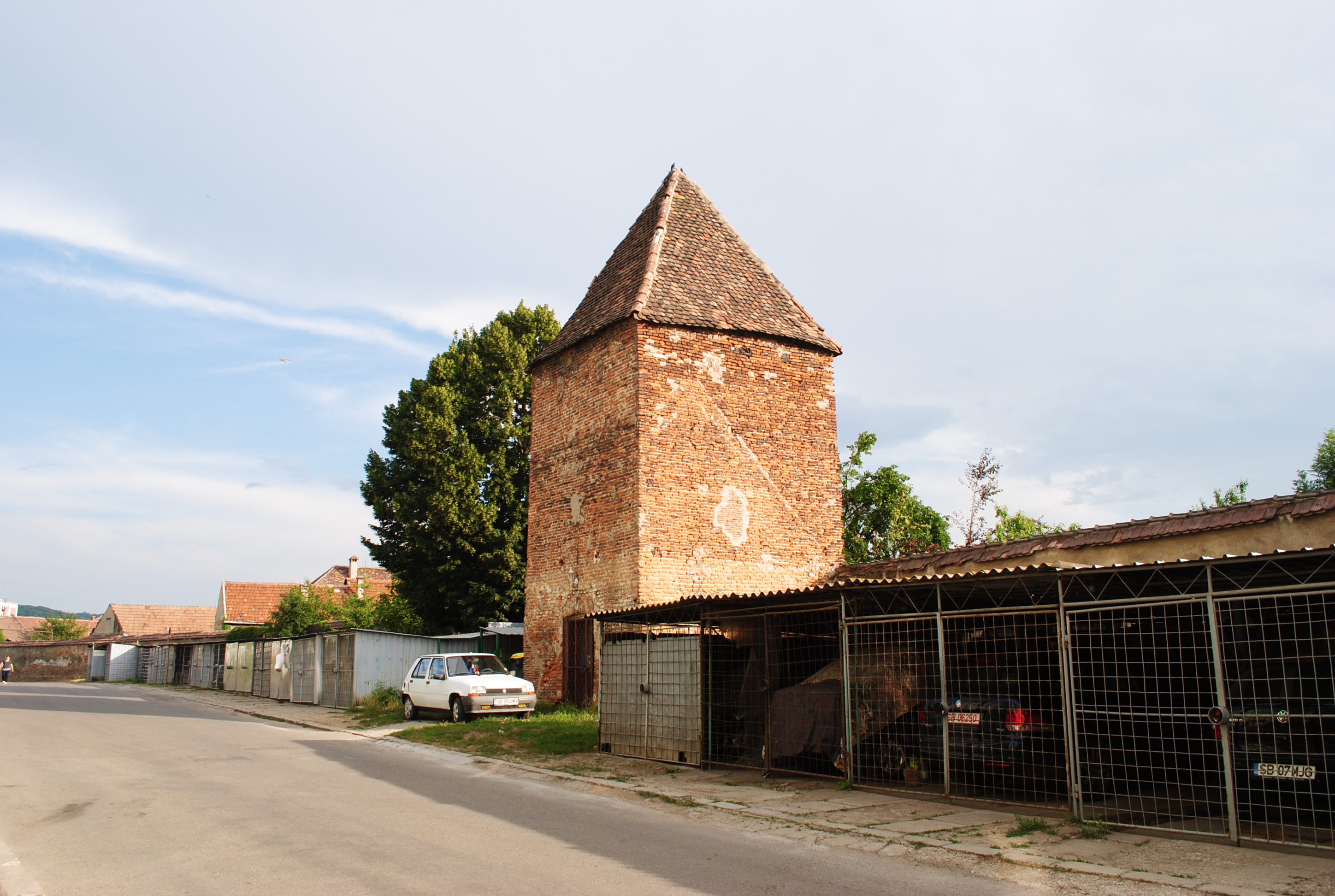
A Wagnerturm

### A városerőd

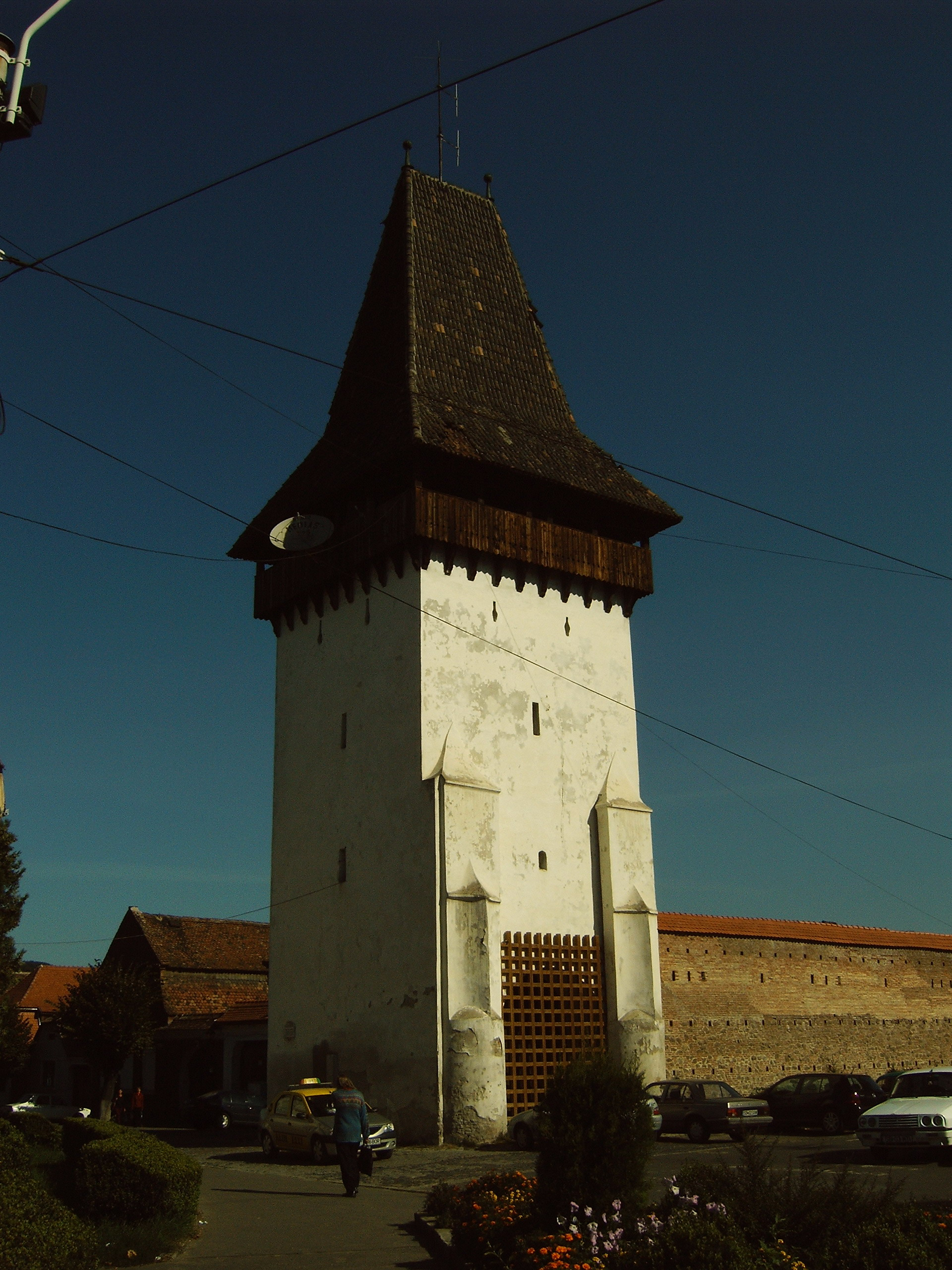
A Forkesch-kaputorony és a városfal egy szakasza

Mátyás 1477-ben engedélyt adott a városnak 32 zsoldos tartására. A külső városfalat 1490 és 1534 között építették. 1736-ban 2400 méter hosszú és átlagosan nyolc méter magas volt. Három nagy és négy kisebb kapuja mellett 19 torony és bástya védte. A falak legnagyobb része, 1485 méteres hosszúságban megmaradt.
A tornyok és bástyák, az óramutató járásával megegyezően haladva:
- A Steingässerturm kaputoronyként szolgált Dicsőszentmárton felé. 1507 körül épült, eredetileg barbakán is védte. A kurucok 1705-ben megrongálták. 1745-re barokk stílusban újjáépült. A tőle keletre húzódó, téglából készült falrész pártázata is megmaradt.[9]
- A Messerschmiedturm (Késesek tornya) tulajdonképpen egy rondella. A 16. század közepén épült.
- A Wagnerturm (Kerékgyártók tornya) a 16. század közepe és a 17. század eleje között épült. A körülötte húzódó falrészt 1688 után javították. Később lakóházzá alakították át.[10]
- A Goldschmiedgässerturm (Aranyművesek tornya) 16. századi és három szintes. Felirata az 1641-es felújítást, Martin Petri és Petri Michaelis munkáját örökíti meg. Felső szintjén szuroköntő nyílások és lőrések nyílnak. Mellette 1800 körül kaput nyitottak kaput a falban. A tőle északra fekvő falszakasz 1870-ben magától dőlt össze.[11]
- A Kürschnerbastei (Szűcsök bástyája) a 16. században, mások szerint 1633-ban épült téglából és kőből.
- A város egykori déli kaputornya, a Forkesch-kaputorony a Forkesch (Nicolae Iorga) utca végében épült, 1494 és 1534 között. Neve az 1487 körül elpusztult, a város és Muzsna között fekvő Furkeschdorfról, magyar nevén Farkastelkéről való. Mai alakját 1635-ben kapta. Három emeletes, 1800 körül még toronyórája is volt. Az előtte állt barbakánt 1912-ben bontották el. 1953-ban leégett. 1962-ben és 2000-ben felújították, utóbbi alkalommal a tőle keletre húzódó várfal egy szakaszával együtt.[12]

### Templomok a Kastélyon kívül

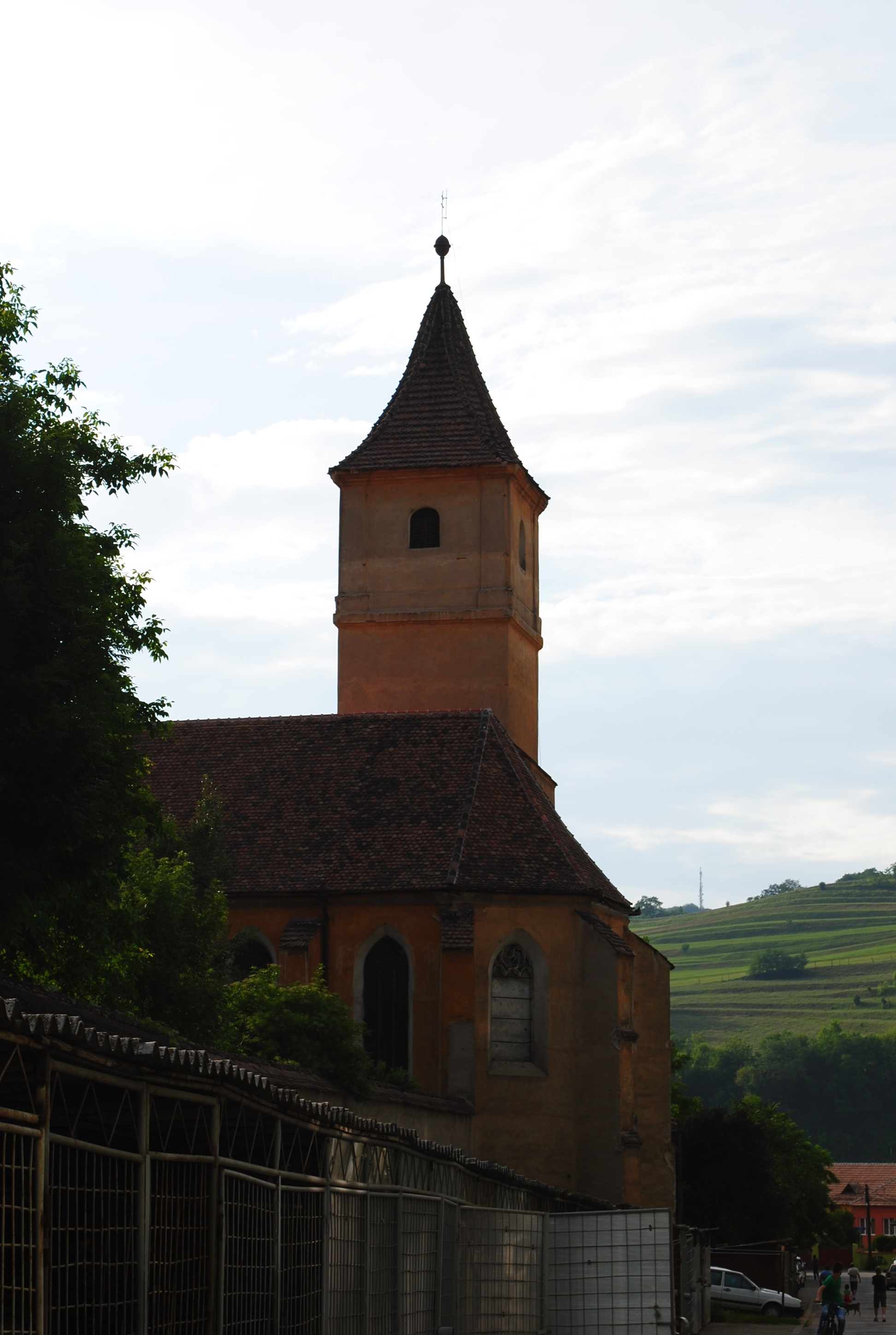
A római katolikus, volt ferences templom

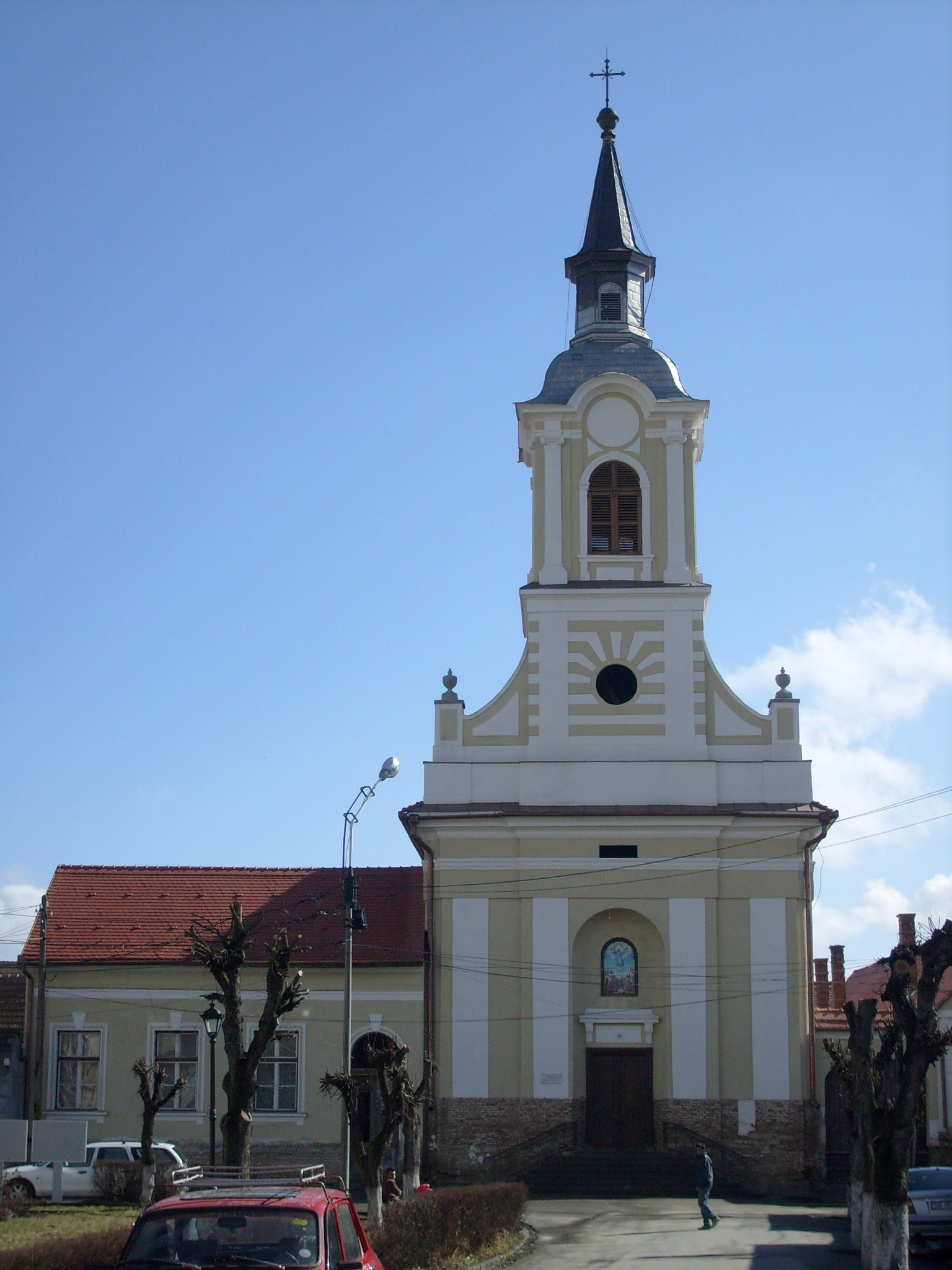
A görögkatolikus templom

- A római katolikus (volt ferences) templom a 15. század közepe és a 16. század eleje között épült a városfalak belső oldalára, gótikus stílusban, eredetileg is teremtemplomként. Tornyát védőtoronynak használták. 1534-ben itt temették el Lodovico Grittit, és 1613-ban tornyából lökték le Báthory Gábor gyilkosait, Nadányi Gergelyt és Szilasy Jánost. Nagyrészt eredeti formájukban maradtak fönn a nyolcszögzáródású szentély és ablakai, a nyugati homlokzat késő gótikus kettős kapuzata, a támpillérek, a hálóboltozatú sekrestye és a sekrestyeajtó. A főoltár mögötti, középkori freskótöredékek a Keresztrefeszítést ábrázolják. A ferencesek 1721-ben visszakapták, ezután barokk stílusú átalakításokat hajtottak rajta végre. Hajójának gótikus ablakait kicserélték, a kórus és a kápolna alá kriptát ástak. Déli mellékkápolnáját a Haller család használta. A karzat mellvédjén Haller János gubernátornak és feleségének, Daniel Zsófiának, az újjáépítés fő donátorainak stukkóból készült címere látható. A mai rokokó, forgatható főoltár elemeit 1773 után a kolozsvári ferencesektől vásárolták. Stalluma ugyanekkor készült, 1778-ban aranyozták. A főoltárt és a stallumot az 1970-es években, vitatható színvilágban újították fel. Előtere 1865-ben épült. A Richard Schlein grottaui műhelyében készített üvegablakokat 1911–13-ban helyezték el. A Szent Antal-oltár melletti fogadalmi táblácskák kb. fele román nyelvű.
- A templom melletti, eredetileg kolostorépület 1970 óta a városi múzeumnak ad otthont. Keleti szárnya 15. századi, gótikus, nyugati és északi szárnya 1726 és 33 között épült. A ferencesek 1444-ben telepedtek meg a városban, és 1556-ban kergették el őket. 1535-ben 35 szerzetes lakta a kolostort. A reformáció után istállóként használták, majd 1699-ben a város kórházzá alakíttatta át. 1747-ben emelték konvent rangjára, ettől kezdve iskola működött benne. A múzeum gyűjteményének alapja a két világháború között az akkori szász lelkész által összegyűjtött néprajzi anyag.[13]
- A görögkatolikus (Bob-) templom 1826-ban, klasszicista stílusban épült. Belső festése 1934-ből való. Vele szemben, a téren korábban egy valószínűleg középkori alapítású Szent Miklós-templom állt.
- Mellette, a Mihai Viteazul/Zekesch utca 10. szám alatti Mihai Eminescu Általános Iskola 1895-ben épült, és eredetileg a görögkatolikus egyházé volt. Helyén működött egykor a város első román iskolája.[14]

### A főtér

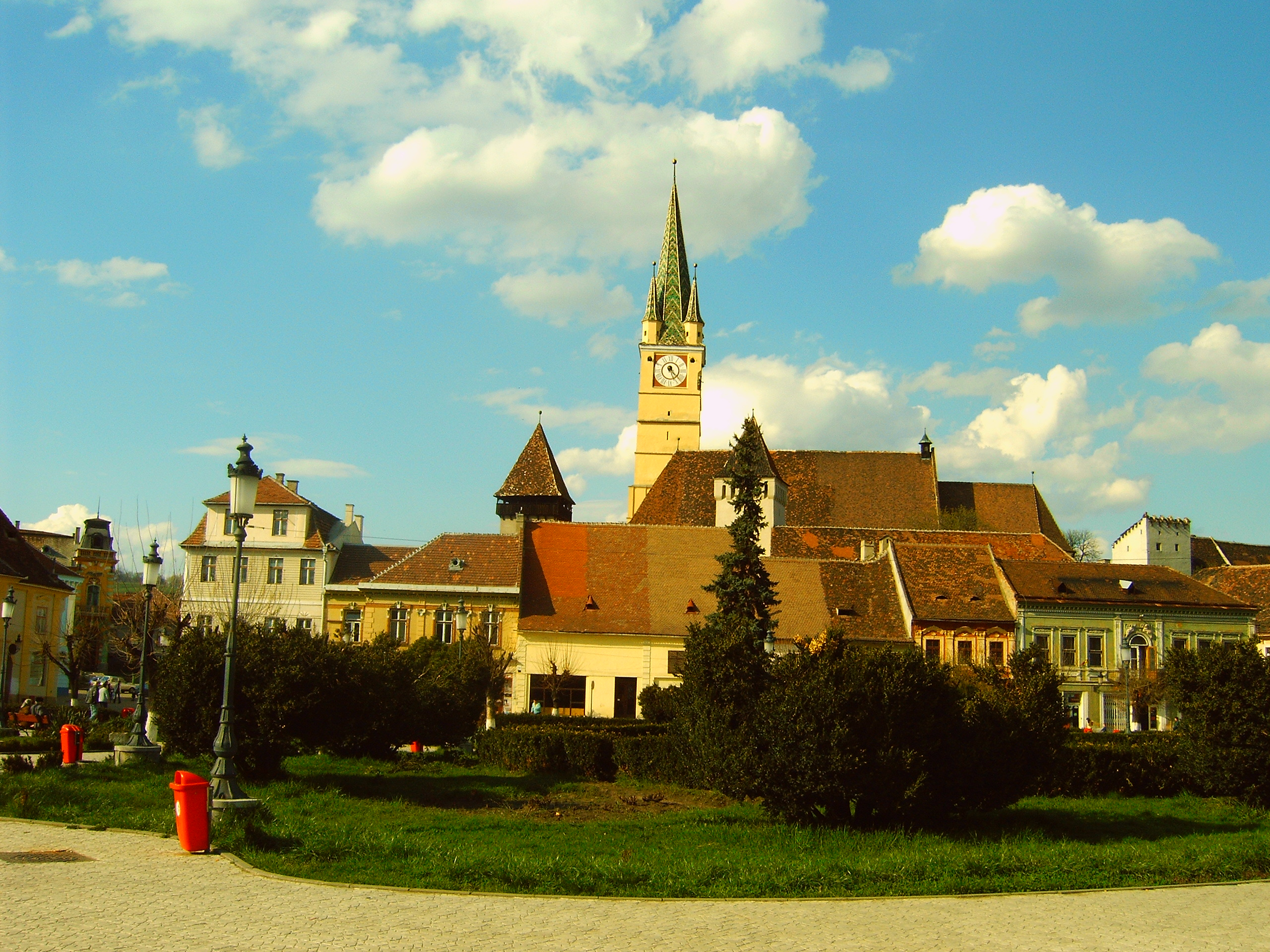

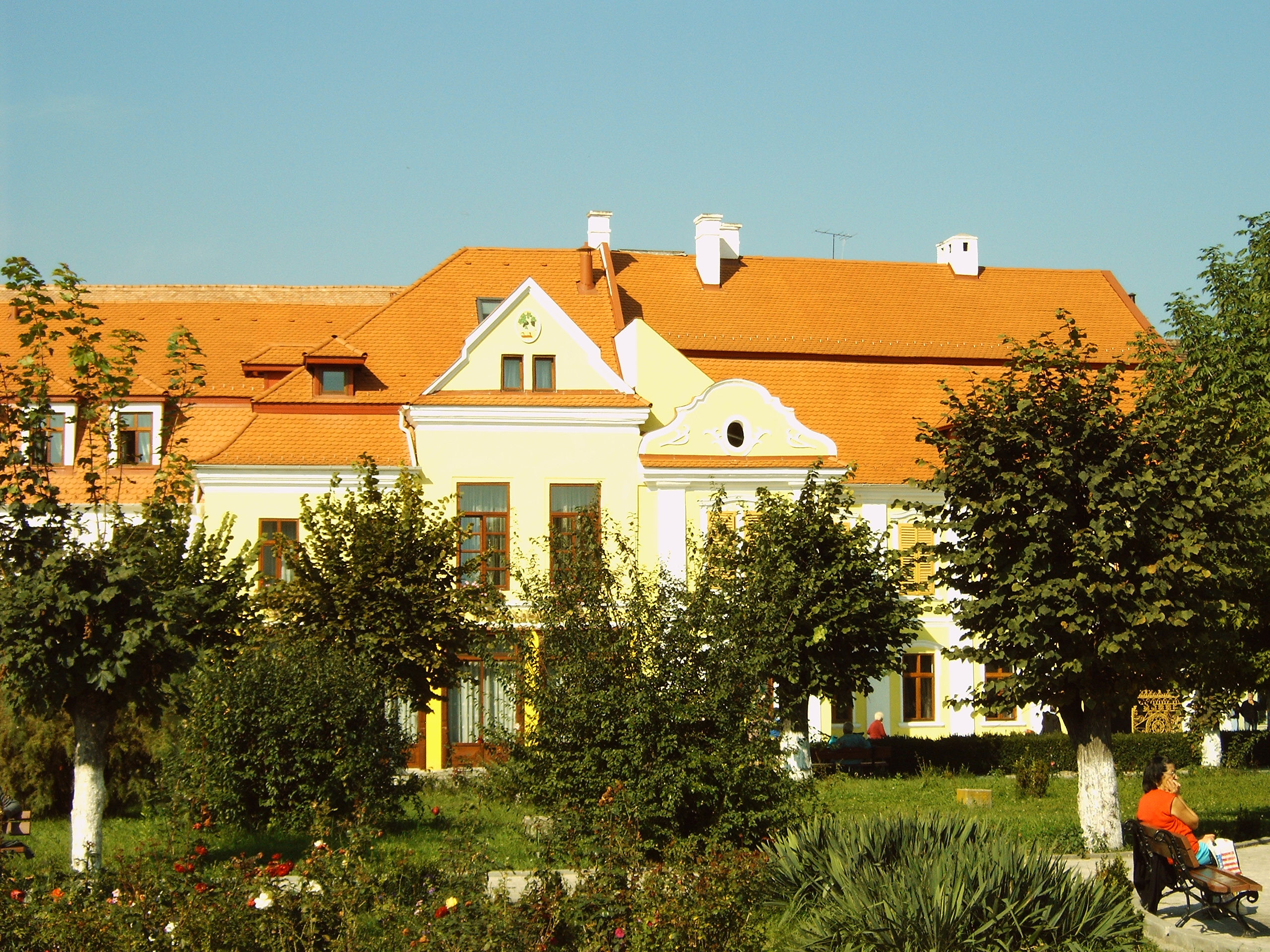
A Traube szálló

A főtér (Pța Regele Ferdinand / Grosser Marktplatz) déli oldalán a házakhoz hátul veteményeskert is tartozott, amelyek helyére a 19–20. században épültek föl a Klettengasse (Str. Kogălniceanu) északi oldalának házai.
- 1. a volt városháza – 15–20. század, két korábbi ház egyesítéséből[15]
- 12. a volt szász kaszinó (18–20. század)
- 13. A volt piarista kisgimnázium 1741 és 1789 között működött a barokk stílusban, a 18. század elején épült házban. A rend 1794-ben eladta Guggenberger kereskedőnek. Tanára volt Dugonics András.[16]
- 14. Schuster-ház – 1783–84, 1949-ig Zum Auge Gottes patika, a homlokzat két szélső oldalán „J. S.” monogram („Johann Schuster”) és 1813-as házszám olvasható[17]
- 15. a Dafora olajkutató vállalat székháza (18–20. század)
- 16. Traube szálloda és étterem – 18–20. század, eredetileg Goldene Traube fogadó, itt tartották a városi bálokat, 1849-ben itt szállt meg Petőfi Sándor
- 18–19. (18. század)
- 20. (17–18. század)
- 21. (18–19. század)
- 22. volt Rosenauer-ház – 16–20. század, alagutak kötötték össze a Kastéllyal[18]
- A 23. és 24. számú házak között egy 1803-ban készült fedett falépcső visz a Kastélyba.[19]
- 25. A Schuller-ház az egyik legjelentősebb reneszánsz polgárház Erdélyben. Johannes Schuller főbíró építtette egybe 1588 előtt, két korábbi, késő gótikus épületből. Később fogadónak használták, itt szálltak meg az erdélyi fejedelmek. Szélkakasa 1675-ből való, 1760-ban és 1997-ben javították. A 19. század végén ablakait átalakították. 1973 után újították fel, jelenleg a Romániai Német Demokrata Fórum városi székháza.[20]
- 26. gyógyszertár – 18. századi, 1854 és 70 között építették egybe a Waffenschmiedgasse/Str. I. Gh. Duca felőli házzal
- 27. Banca Comercială Română – korábban szász takarékpénztár, eredetileg 15. századi, a 19. század második felében jelentősen átépítették; 1862 óta működik benne bank
- 29. (16. század második fele, 19. század végi és 20. századi módosításokkal)
- 30. (16–17. század, a 19. század második feléből való módosításokkal)

### A George Enescu tér / Kleiner Marktplatz

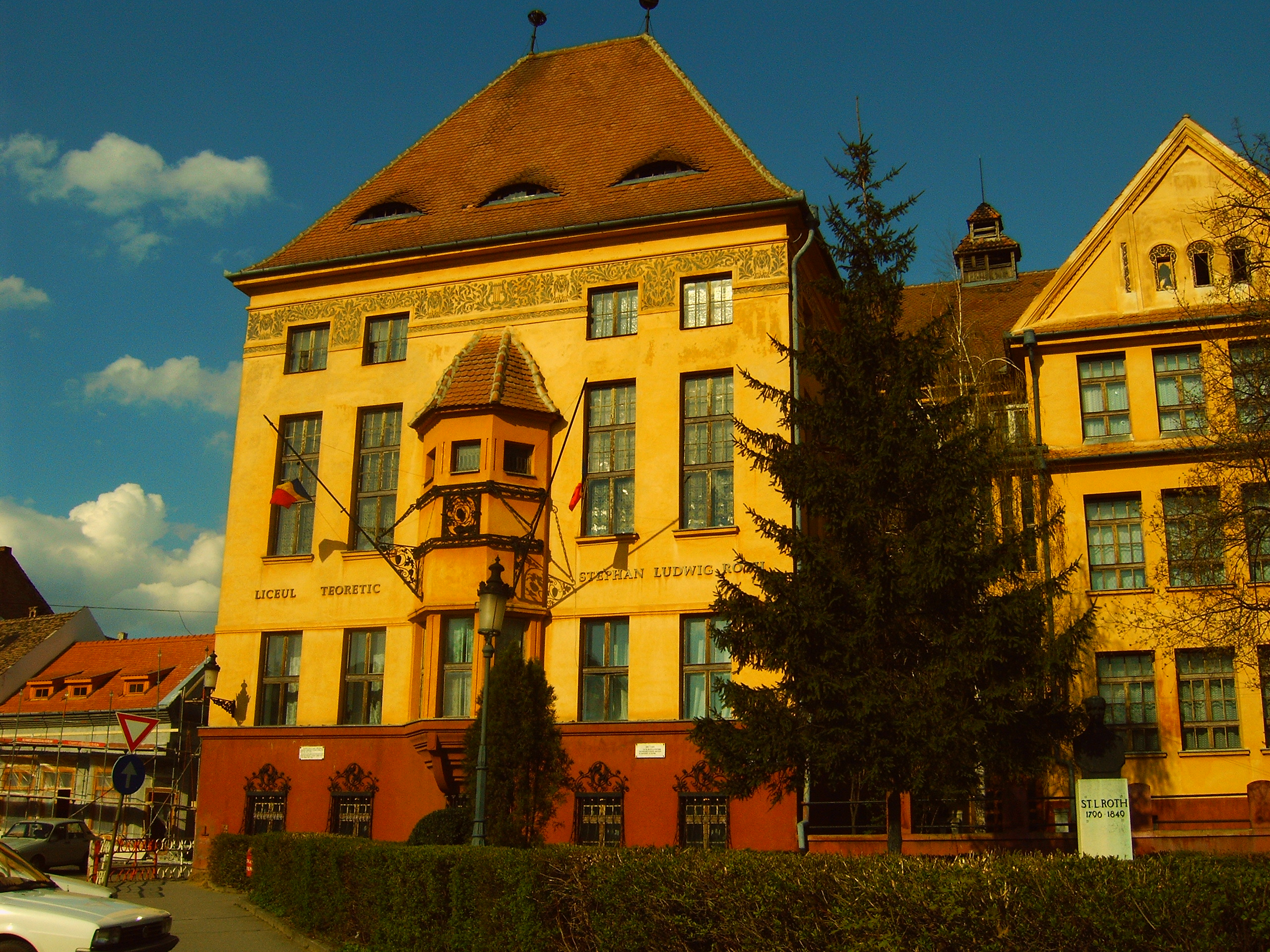
A Stefan Ludwig Roth Elméleti Líceum

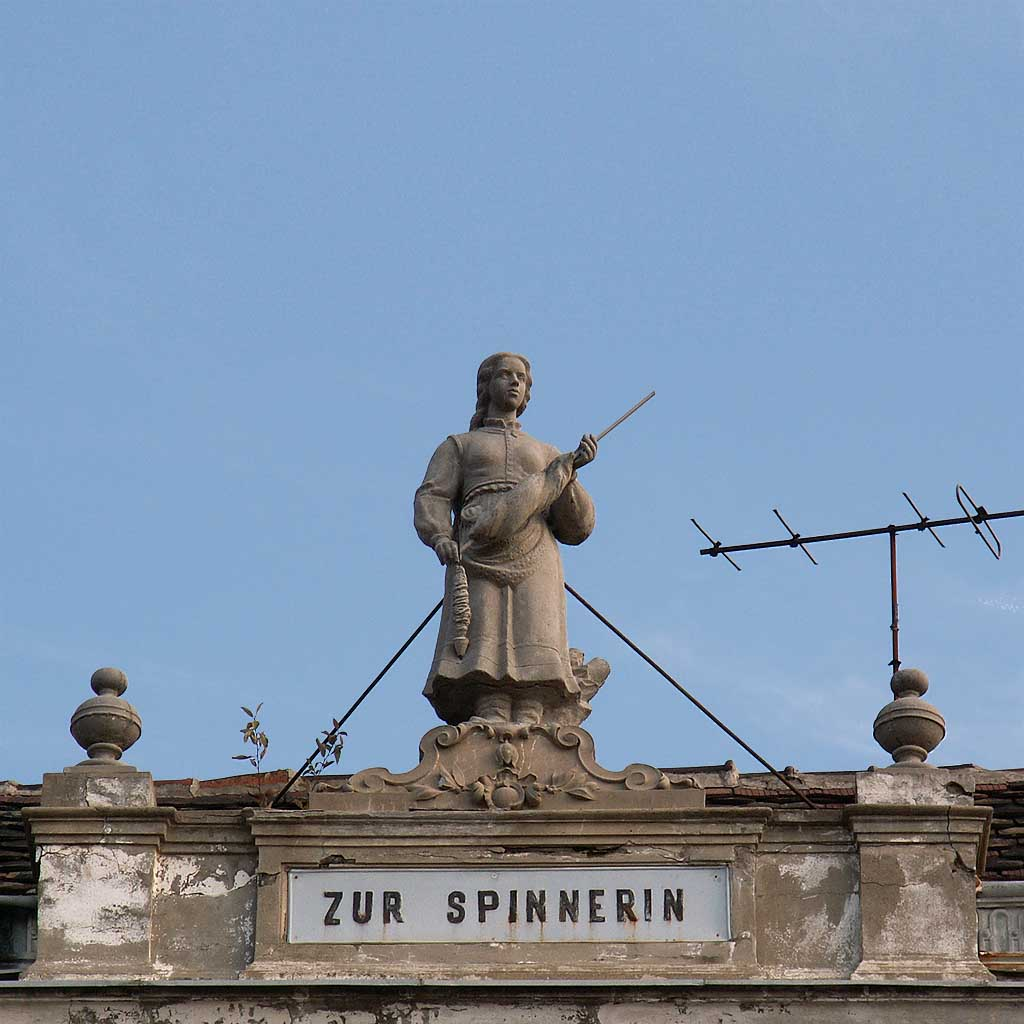
Zur Spinnerin

- 3. Stephan Ludwig Roth Városi Könyvtár (20. század eleje, eklektikus)[21]
- 7. A Stephan Ludwig Roth Elméleti Líceum 1948-ig szász evangélikus gimnáziumként működött. Szecessziós épülete Friedrich Balthes tervei alapján 1910–11-ben, a korábbi Heydendorf- és Andrae-házak helyén épült. Dísztermét Hans Hermann falfestményei díszítik. A fő festmény népviseletbe öltözött, a templomba tartó szászokat, a többi a kilenc múzsát és a tizenkét állatövi jegyet ábrázolja.[22]
- 8. (1800 körül)
- 10. Az ún. Zur Spinnerin-ház 1909 után épült. Nevét a tetőpárkányán elhelyezett, fonó nőt ábrázoló szoborról kapta.
- 11. A Transgaz vállalat városi irodaháza két, 16–17. századi épület egyesítésével jött létre. Főhomlokzatán, az első emeleti ablakok között Martin Clausenburger főbíró reneszánsz címere látható 1643-ból, amelyet 1746-ban, barokk stílusban kiegészítettek. Második emelét és tetőterét a 20. században emelték.

### Egyéb érdekes épületek

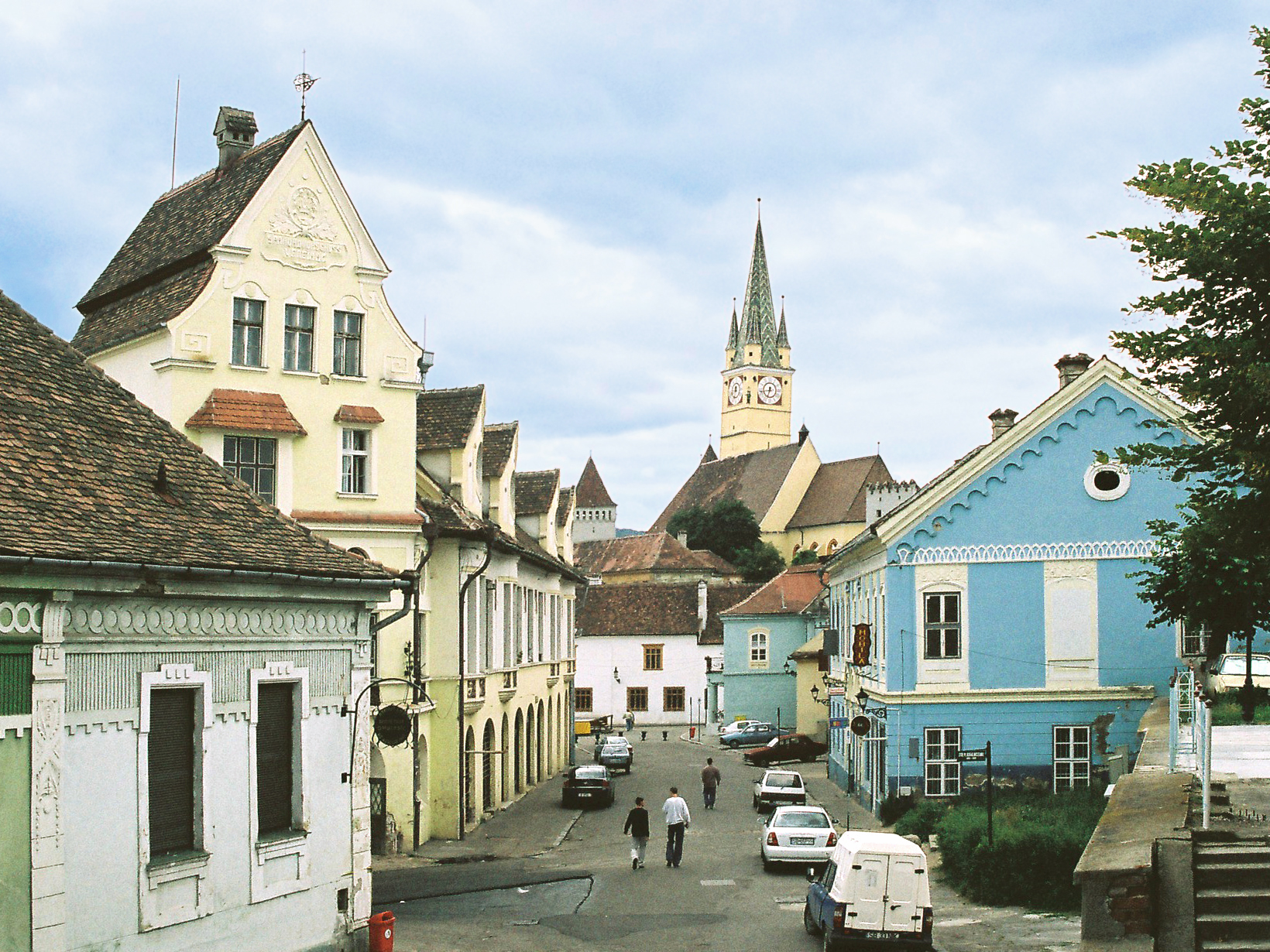
A Forkesch/Nicolae Iorga utca

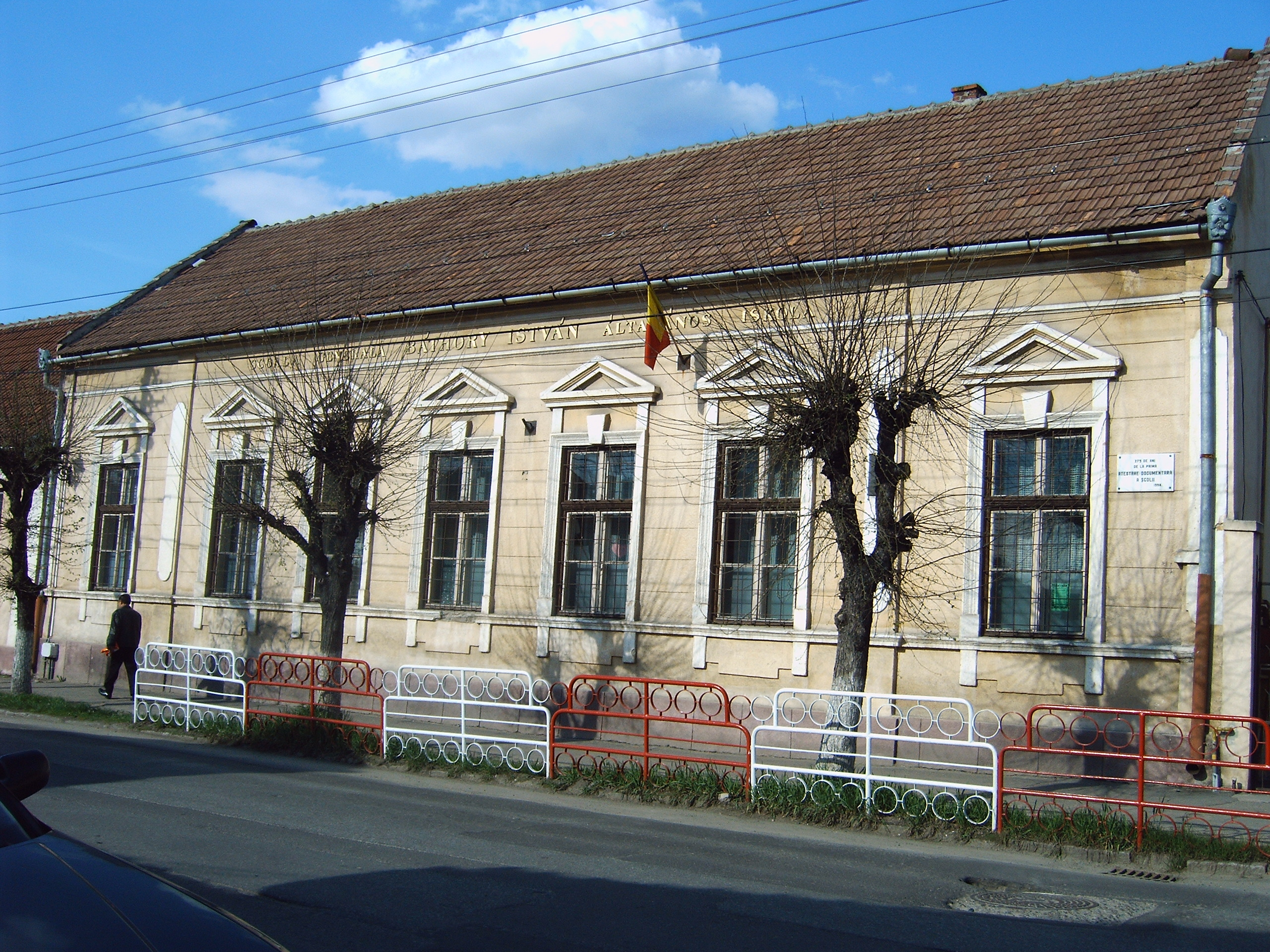
A Báthory István Általános Iskola

A városközpontban még a 19. században is építettek falusi jellegű, háromosztatú épületeket. Az L alakú patríciusházak a 16. században jelentek meg, elsősorban a Főtéren, a Steingassén és a Forkeschgassén. A házak többsége már 1566-ban is kőből épült, de még 1699-ben is sok volt a faház. A szőlőművelés egykori jelentőségére utal, hogy a házak alá tekintélyes pincéket építettek. A városképet a barokk épületek uralják. Érdekesség, hogy a Muzsnai-patak egy mellékága 1908-ig áthaladt a belvároson. A Waffenschmiedgassén (Str. I. Gh. Duca) végigfolyva a főtéren kettéágazott. Innen a Petőfi utcai ág a Küküllőbe tartott, a Stephan Ludwig Roth utcai pedig a város délnyugati határának kaszálóit öntözte.
- a volt „Az íjászhoz” szálló (St. L. Roth u. 1., 1895 előtt)
- St. L. Roth u. 12. (1800 k.)
- Petőfi Sándor utca/Grafengasse 3. (1800 k.)
- Hann-ház (Str. Turnului/Badergasse 2., 16–18. század, Peter Hann főbíró egykori háza)[23]
- A volt takarékpénztár (Spar- und Vorschussverein) (Str. Nicolae Iorga/Forkeschgasse 2.) szecessziós épülete 1910-ben épült, Friedrich Balthes tervei alapján. Érdekessége, hogy a főhomlokzat az utca ívét követve megtörik, illetve a szélkakas helyett használt, kovácsoltvas tyúk.[24]
- Zoppelt-ház (Str. Nicolae Iorga/Forkeschgasse 17., 18. század vége–19. század eleje)
- Str. Bisericii/Pfarhofgasse 2. (18. század)
- Str. Johannes Honterus/Steingasse 3. (18. század vége–19. század eleje), 7. (18. század), 8. (18. század), 19. (18. század második fele), 21. (17–18. század), 22. (1800 k.)
- Stephan Ludwig Roth-emlékház (Str. Johannes Honterus/Steingasse 10., 18. századi, földszintes ház, a kiállításon láthatóak Roth bútorai, puskája és a köpeny, amelyet a kivégzésekor viselt)
- katonai kör, volt huszárkaszárnya (Mihai Viteazul/Zekesch utca 12., 1798 k.)
- iskolaépület (Mihai Viteazul/Zekesch utca 48., 1909-ben római katolikus felekezeti iskolának épül. 1990 és 2006 között Báthory István Általános Iskola néven a város egyetlen magyar iskolája. A régi, 1909-ben emelt épületet 2006 után lebontották. Ennek helyén ma a Báthory iskola új épületét találjuk, ünnepélyes átadása 2010. okt. 26-án volt. Az Állami Magyar Elemi Iskola épületét 1894-1895 között emelték, ma az 1. számú Eminescu Általános Iskola működik benne.
- Dózsa György utca/Neugasse 7. (18. század második fele), 10. (18. század második fele, 1895-ben átalakították), 16, 17. és 20. (18. század vége–19. század eleje)
- 1. sz. óvoda (volt menhely, Str. Azilului/Armenhausgasse 1., 17–18. század)

## A városfalakon kívül

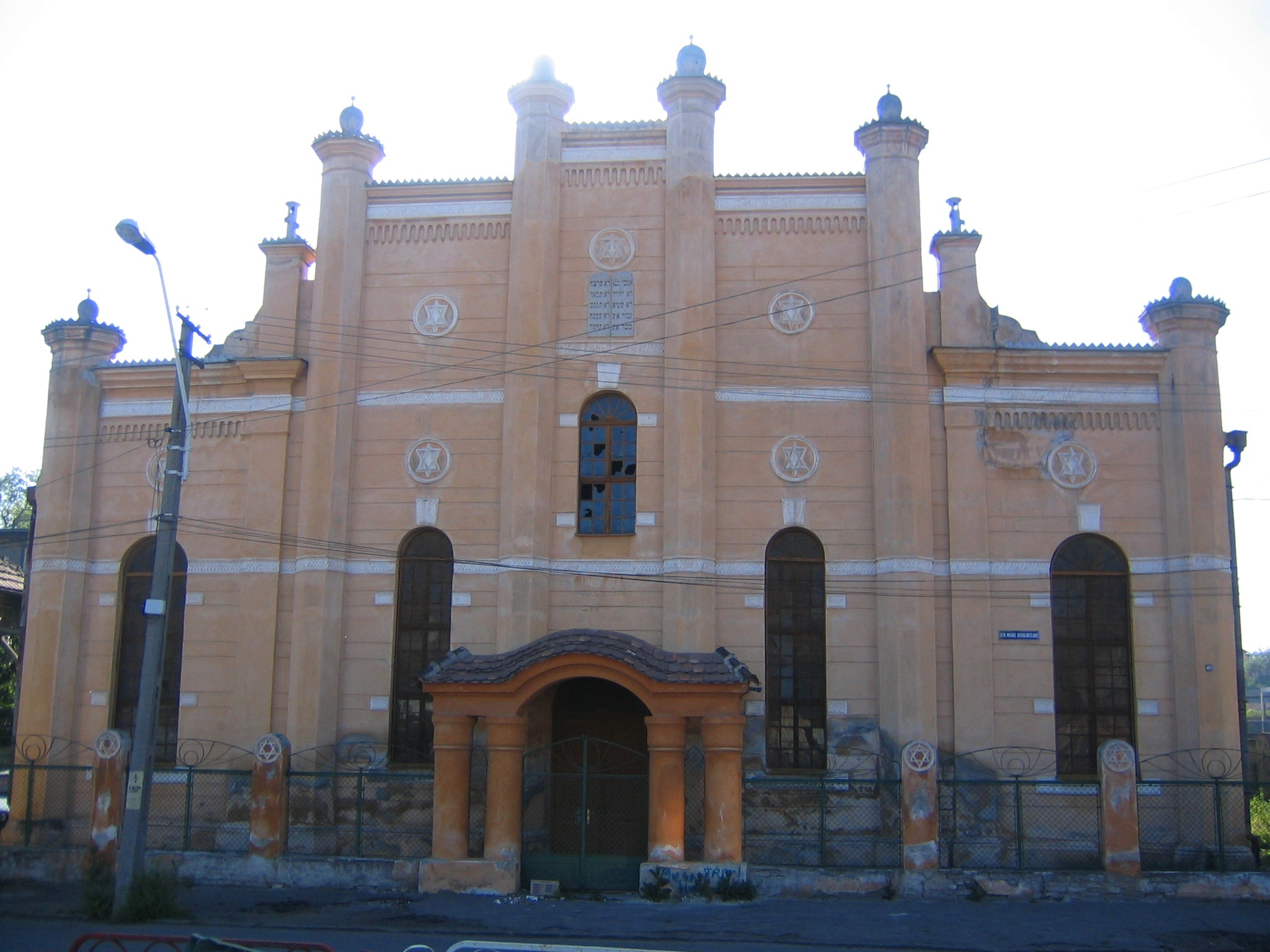

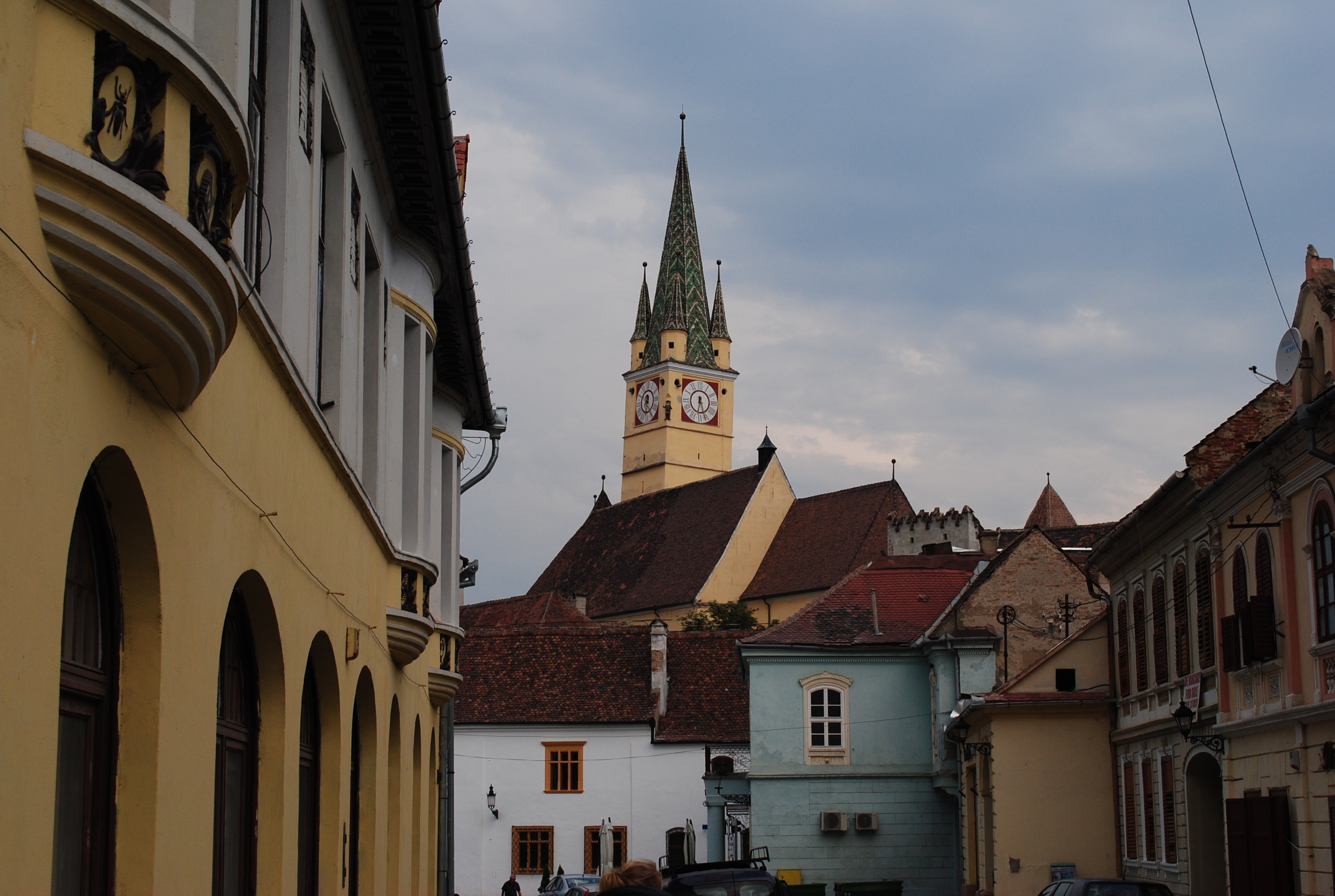

Az 1699-es várostérkép szerint Medgyes város még csak a várfalak által körülvett, körte alakú térségre terjedt ki. 1750-ben már létezett egy 84, a falakon kívül szórtan elhelyezkedő házból álló, valószínűleg románok által lakott külváros, korabeli kifejezéssel major (măierime). A vasút 1872-es megépülése után indult meg a város terjeszkedése délen és keleten, a segesvári út mentén. A Vitrometan gyár az 1920-as években kertes házas lakótelepet hozott létre munkásai részére, és ugyanakkor kezdett kiépülni az Eckersberg hegy aljában a mai Gloria-negyed. A szocializmus idején építették be blokkházakkal a városfalaktól nyugatra eső utcákat és egy szakaszon a keleti városfalak külső oldalát, a Gloria-negyed nagy részét és délnyugaton a mai Vitrometan-negyedet. A legnagyobb blokkházas negyed a Nagy-Küküllőtől északra jött létre (Gura Câmpului). Az egykori szőlőhegyeken és a Muzsnára vezető út környékén ugyanakkor új kertes házas negyedek épültek ki.
- Délkeletről a várfalak külső oldalán, az óramutató járásának megfelelően haladva:
  - A kórház (Str. Cloșca/Gartengasse 2) 1900–1909-ben, Dobrovits Mihály tervei szerint épült föl. Eredetileg 185–200 ágyasra tervezték.
  - Az ortodox katedrális az egykori Forkesch-kapu előtti Șaguna téren. 1929–35-ben épült neobizánci stílusban, háromkaréjos alaprajzzal. Tervezője George Plăcintaru Liteanu volt, belső festését Gheorghe Belizarie készítette. A város ortodox lakói 1787-ben építették fel első templomukat fából, amely 1849-ben elpusztult. Helyette 1850-ben kőtemplomot emeltek a Muzsnai-patak partján. Az 1920-as években a szász magisztrátus megakadályozta, hogy az új ortodox templomot a főtéren építsék fel, de kompromisszumként az egyháznak ajándékozta a mai templom helyét az akkori Fapiacon.
  - A bíróság (volt járásbíróság; Pța Unirii/Kasernplatz 10) 1907-ben épült.
  - A huszárkaszárnyát (Pța Unirii/Kasernplatz, a Șaguna tér sarkán) 1804–05-ben a város építtette. A huszárok városból való távozása után, 1908-tól az evangélikus gimnázium internátusa, ma a Gázipari Országos Iskolaközpont műhelyei működnek benne. A városról írva Wass Pál naplóíró 1826-ban megemlékezett a kaszárnyáról is: „Medgyes egy kisded csinos városocska, benn a városban mind szászok laknak, a hostátjaiban pedig elegyesen szászok és oláhok. Vagyon egy igen szép kaszárma is benne és a kaszármának szép nagy kertje, az eleség benne és a bor is igen jó és olcsó.”[25]
  - Az evangélikus gimnázium tornaterme (Pța Unirii/Kasernplatz 2) Friedrich Mätz tervei alapján 1879-ben épült, két csipkézett pártázatú toronnyal.
  - A református templom. A városban először 1803-ban említettek 14 református családot. 1829-ben jutottak saját imaházhoz a Badergassén. 1869-ben kapták meg a várostól az Új bástyát, amelynek helyén 1888-ban építették fel mai templomukat. Gyülekezetük 1885 óta alkot önálló egyházközséget.
  - Az eklektikus stílusú zsinagóga 1895-ben épült.
  - A volt Karres-bőrgyár mai épületének elődjét (St. L. Roth u. 14) több ütemben, 1890 és 1914 között id. Samuel Karres építtette, miután 1881-ben megvásárolta Fritz Drotleff tímárműhelyét és elbontatta a telket szegélyező városfalszakaszt és tornyot. 1920–25-ben tovább bővíttette és három szintesre emeltette.
  - A mai 4. sz. általános iskolát (St. L. Roth u. 21.) 1860-ban Andreas Drotleff tímármester építtette szálloda céljára, de elkészülte után csak a földszintjén rendezett be fogadót. Emeletét 1872-től a járásbíróság bérelte, majd parkjával együtt a hadsereg vásárolta meg huszárlaktanyának. Miután a huszárokat 1902-ben Szászsebesre helyezték, az épületet új tulajdonosa, az evangélikus presbitérium jelentősen átalakíttatta, és földszintjén lakásokat alakított ki. Emeletét 1911 és 33 között ismét a bíróság bérelte.
  - A Binder- vagy Haller-házat (Str. Constantin Brâncoveanu/Promenadgasse 2) 1860 körül von Spauer, a városi helyőrség parancsnoka építtette. Főrizalitját az első emeleti szinten hat korinthoszi oszlopos loggia díszíti. Később az iparosegyleté, majd ismét magánszemélyeké lett.
- A városközponttól távolabb, a vasút déli oldalán, egykori villájában rendezték be Hermann Oberth emlékmúzeumát a fizikus születésének 100. évfordulóján, 1994-ben. A ház elé egy rakétát mintázó bronzszobrot emeltek.